# Берра, Рето
Ре́то Бе́рра (нем. Reto Berra; род. 3 января 1987, Бюлах, Цюрих) — швейцарский хоккеист, вратарь клуба «Фрибур-Готтерон» и сборной Швейцарии. Трёхкратный серебряный призёр чемпионатов мира (2013, 2018, 2024).

## Клубная карьера
Рето Берра начинал свою спортивную карьеру в «Цюрихе», однако за 4 сезона молодой вратарь не смог выиграть конкуренцию у опытного Ари Суландера, в итоге проведя за основную команду лишь 8 матчей, получая игровую практику лишь в фарм-клубе, либо в молодёжной команде.
Берра выставил свою кандидатуру на Драфт юниоров 2006, где был выбран клубом «Сент-Луис Блюз» лишь в 4 раунде (что, однако, было лучшим показателем среди швейцарских хоккеистов в том году), и, за 7 следующих сезонов Рето так и не перебрался за океан.
С сезона 2007/2008 Рето Берра становится игроком «Давоса», где уже в первый сезон играет в 2 раза больше матчей, чем за предыдущие 4 года в «Цюрихе». Однако большую часть следующего сезона Рето проводит в арендах в «Лангнау Тайгерс» и в «Цуге», проведя в сумме за 2 клуба швейцарской лиги лишь 8 матчей. В итоге после двух лет, проведённых в Давосе Берра переезжает в Биль, где становится игроком одноимённого клуба.

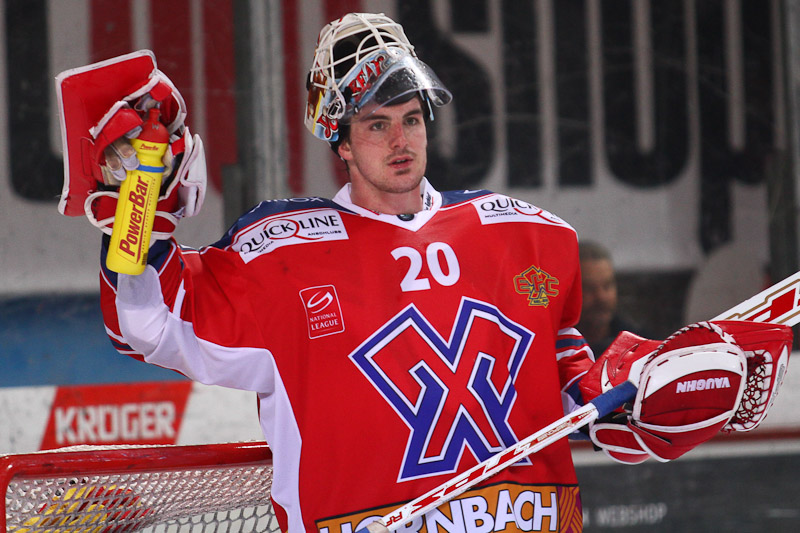
2010 год

Карьера Берра после перехода в «Биль» пошла в гору: Рето стал основным игроком команды на последующие 4 сезона, уже в первом сезоне проведя за свой новый клуб 38 матчей регулярного чемпионата, а в сезонах 2011/2012 и 2012/2013 и вовсе доведя это число до 49 (при том, что в швейцарском чемпионате клубы играют по 50 матчей «регулярки»).
1 апреля 2013 года права в НХЛ на швейцарского вратаря перешли от «Сент-Луиса» клубу «Калгари Флэймз» в результате сделки по переходу в стан «блюзменов» защитника Джея Боумистера. Всего в НХЛ Берра сыграл 76 матчей (20 побед) за «Калгари Флэймз», «Колорадо Эвеланш», «Флориду Пантерз», «Анахайм Дакс».
Перед сезоном 2018/19 Берра вернулся в Швейцарию, подписав контракт с клубом «Фрибур-Готтерон». В августе 2019 года продлил контракт с клубом на 4 года.

## Карьера в сборной

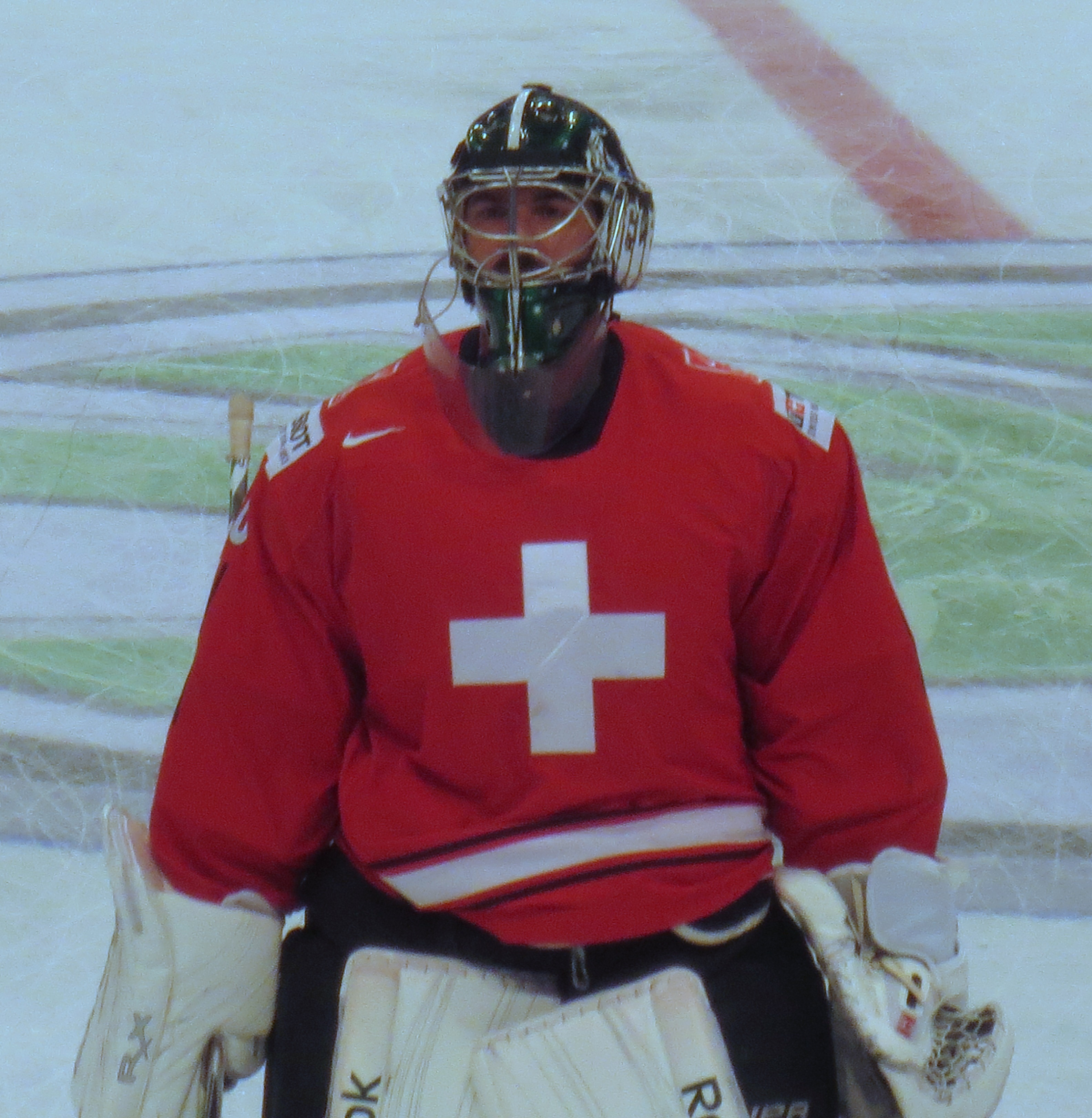
2013 год

Рето дебютировал в системе сборных Швейцарии на юниорском чемпионате мира в 2005 году, однако дебют тяжело назвать удачным: в 2 матчах Рето пропускал в среднем 4,5 шайбы, отражая менее 90% бросков.
Однако следующие два года Берра был основным вратарём молодёжной сборной своей страны, показывая на чемпионатах мира значительно более солидные показатели.
В 2012 году Рето Берра дебютировал за основную сборную Швейцарии на чемпионате мира, но, как и в случае юниорской сборной, дебют сложно назвать удачным: 88% отражённых бросков и 3 шайбы в среднем за игру.
Однако уже через год, на блестяще проведённом швейцарской командой чемпионате мира Берра проявил своё мастерство во всей красе: в 4 матчах Рето пропустил 4 шайбы, а процент отражённых бросков составил невероятно высокие 96,7% (лучший показатель имел только чешский вратарь Павел Францоуз, однако он провёл лишь последние 7 минут матча с Норвегией, когда счёт уже был 7:0 в пользу чехов). Своей игрой Рето заслужил считаться не сменщиком, а реальным конкурентом многоопытного Мартина Гербера за место в воротах: весь турнир Шон Симпсон чередовал вратарей на очередной матч швейцарской дружины, таким образом, Берра отыграл матчи со сборными Белоруссии, Дании и Чехии на групповом этапе, а также полуфинал чемпионата, а Гербер провёл лишь на одну игру больше. При этом, наиболее важная игра, проведённая Берра на турнире, полуфинал против сборной США, стала, возможно, самой лучшей его игрой: Рето отразил все 29 бросков по своим воротам, что помогло его команде впервые за 78 лет пробиться в финал чемпионата мира.
На чемпионате мира 2018 года, где швейцарцы вновь стали вторыми, Берра провёл только три матча на групповом этапе, во всех матчах плей-офф ворота защищал Леонардо Дженони.

## Достижения
Сборная Швейцарии
- 3-хкратный серебряный призёр чемпионатов мира (2013, 2018, 2024).